# FK Milano Kumanovo
El FK Milano es un equipo de fútbol de Macedonia del Norte que juega en la Primera División de Kumanovo, la cuarta categoría de fútbol del país.

## Historia
Fue fundado en 1990 en la ciudad de Kumanovo, al norte de Macedonia del Norte. Nunca ha ganado títulos de liga ni de copa, aunque sí se ha clasificado a torneos europeos.

## Palmarés
- Segunda Liga de Macedonia del Norte: 1

2006/07

## Récord europeo
- Q = Eliminatoria

| Temporada | Competición        | Ronda             | Club             | Marcador |
| --------- | ------------------ | ----------------- | ---------------- | -------- |
| 2008-09   | Copa UEFA          | 1ª Clasificatoria | AC Omonia        | 0-2, 1-2 |
| 2009-10   | UEFA Europa League | 2ª Clasificatoria | NK Slaven Belupo | 0-4, 2-8 |